# Markisinnan De Sade
Markisinnan de Sade (titolo francese: La Marquise de Sade) è un film per la televisione diretto da Ingmar Bergman. È basato sull'opera Madame de Sade dello scrittore giapponese Mishima Yukio.